# Seda Sayan
Seda Sayan, nom de scène d'Aysel Gürsaçer (née le 30 décembre 1962 à Istanbul) est une chanteuse, actrice et animatrice de télévision turque.

## Enfance
Aysel Gürsaçer naît dans une famille pauvre, où son père chômeur et alcoolique bat sa mère et leurs quatre enfants. Elle commence à travailler dès son plus jeune âge en vendant des produits illégaux tels que du maquillage et des fers à repasser interdits dans le pays.

## Musique
Sa première expérience sur scène a lieu en 1974, après qu’un de ses professeurs lui demande de chanter lors de la cérémonie de circoncision de son fils. Elle fuit le domicile à 15 ans et gagne sa vie en chantant dans les salles de mariage puis elle se tourne vers les petits casinos. Afin de monter sur scène en août 1978, elle fit augmenter son âge sur décision du tribunal et changer sa date de naissance au 4 janvier 1959 ; en décembre 2017, sa date de naissance est modifiée au 30 décembre 1962 par décision de justice. Le manager Bahattin Eserdemir la découvre et la produit sous le nom d'Aysel Gül. Son premier album intitulé Yandı Pilav Tavası sort en 1979, mais l'album n'a pas le succès escompté. Elle commence à se produire au Stardust, qui est à l'époque la boîte de nuit la plus célèbre de Turquie, propriété de Turgut Akyüz. Ils décident de changer son nom de scène pour Seda Sayan. Alors que Turgut Akyüz est marié, les tabloïds croient qu'il est en couple avec la chanteuse. Turgut Akyüz est assassiné par balle dans sa propre boîte de nuit ; l'implication de la chanteuse n'est pas clairement déterminée.
Elle étudie le chant auprès de Cemal Coşar. Elle devient la tête d'affiche du club Stardust de son petit ami, l'organisateur Turgut Akyüz. Elle est ensuite la tête d'affiche du Gülizar, un casino de classe B. Fahrettin Aslan, propriétaire du Maksim Gazinosu mécontent des revendications salariales très élevées des grandes têtes d'affiche de l'époque, prend des cours auprès de Harika Avcı et devient la tête d'affiche de son casino, le plus grand casino de l'époque. Ainsi, pour la première fois, commence l'ère des têtes d'affiche sans formation musicale sérieuse. Le cinéaste Türker Inanoğlu recommande Seda Sayan à Fahrettin Aslan. Son succès est tel qu'elle est l'héroïne du film İmparator (tr), sorti en 1984, aux côtés de Kadir İnanır.
En 1987, sort son premier album avec son nouveau nom de scène, Seda Sayan'la Başbaşa. Il marque le changement de son style de musique, passant de la musique folklorique turque à la musique de club et à l'arabesque (en).

## Télévision
La fin du monopole de la Radio-télévision de Turquie en 1990 permet le développement des chaînes privées et de nouveaux formats comme le talk-show ou le docufiction. La carrière de Seda Sayan dans l'audiovisuel débute en 1992, lorsqu'elle persuade le producteur Osman Yağmurdereli de co-animer un talk-show. L'émission Seda–Osman Show est lancée cette année-là sur Kanal 6, chaîne créée par Ahmet Özal, homme politique et fils de l'ancien président et Premier ministre turc Turgut Özal. En 1994, elle obtient sa propre émission Kadın Gözüyle (en français À travers les yeux de la femme), diffusée en journée pour un public féminin, sur la nouvelle chaîne TGRT, à la ligne éditoriale conservatrice, islamique. Dans le même temps, elle publie une autobiographie. Ses œuvres musicales et d'actrice paraissent inspirées de sa vie, de la même manière que la confession dans un talk-show. Son parcours controversé, sa personnalité franche et audacieuse, l'image de Barbie et ses vêtements sexualisés, ainsi que sa popularité en particulier auprès des femmes, font d'elle l'une des stars les plus importantes de Turquie. Dans ses émissions, elle fait référence au comportement abusif de son père, à sa mère souffrante et ses traumatismes d'enfance en détail, la rendant ainsi accessible à son public. Malgré son allure flamboyante et son style de vie non traditionnel, elle invite des experts religieux et des prédicateurs pour discuter des affaires spirituelles et donner des conseils pour être de bonnes musulmanes aux femmes et aux familles.

## Vie privée
Seda Sayan fait son premier mariage avec Rıdvan Kılıç en mai 1987 et divorce en décembre 1987. Elle épouse son deuxième mari, Sinan Engin, en 1990. Elle déménage à Ankara en raison du travail de Sinan Engin et fait une pause de la scène pour élever leur fils nommé Ogulcan, ils divorcent en 1995. Elle a une relation avec le producteur de musique Mahsun Kırmızıgül qui finit en 1997 par une dispute au téléphone lors d'une émission télévisée alors que Kırmızıgül était invité sur le plateau. Elle prend pour troisième époux Soner Yapcacık le 25 août 1998 et divorce en janvier 1999. Elle épouse son quatrième mari, Tuncay Kıratlı, en avril 2000 et divorce en janvier 2001. Elle  épouse Gökhan Şükür, frère du footballeur Hakan Şükür, en 2004 et divorce un an plus tard. Seda Sayan est fiancée au chanteur turc Nihat Doğan et sur le point de se marier quand elle épouse plutôt l'artiste de musique folklorique turque Onur Şan le 1er février 2008 au palais Çırağan, lors d'une cérémonie présidée par le maire de la municipalité métropolitaine d'Istanbul Kadir Topbaş. Seda Sayan et Onur Şan divorcent en février 2010. Le 24 avril 2022, elle épouse le musicien Çağlar Ökten, qui était son compagnon depuis un certain temps.

## Justice
En 2014, Seda Sayan est condamnée à 5 ans de probation et à une amende judiciaire de 6 000 livres turques pour avoir insulté le chanteur grivois Ankaralı Turgut.

## Discographie
Albums
- 1983 : Yandı Pilav Tavası (sous le nom d'Aysel Gül)
- 1985 : Anılarım
- 1987 : Seda Sayan'la Başbaşa
- 1989 : Seviyor musun?
- 1990 : 80'li Yıllar (avec Nejat Alp)
- 1990 : Ya Benim Olursun
- 1991 : Git Demesi Kolay
- 1992 : İşte Seda Sayan
- 1993 : Yeter ki İste
- 1994 : Vız Gelir Her Şey
- 1996 : Ah Geceler
- 1997 : Sensizliğe Yanarım
- 1999 : Ben Sana Demedim mi?
- 2001 : Var Mısın?
- 2004 : Sıkı Sıkı
- 2005 : Bebeğim
- 2007 : Gecelerce Ağlarsın Unutma
- 2009 : Aşkla
- 2012 : Seda Sayan 2012

## Filmographie
- 1981 : Üç Kardestiler
- 1983 : Ask Adasi
- 1983 : Yorgun
- 1984 : İmparator (tr)
- 1985 : Sensizlige Alisacagim
- 1986 : Saide
- 1996 : Geceler (série télévisée, 3 épisodes)
- 1997 : Sırtımdan Vuruldum (série télévisée, 4 épisodes)
- 1999 : Evimiz Olacak mi? (TV)
- 2002 : Hastayım Doktor (série télévisée)
- 2005 : Hababam Sınıfı Üç Buçuk (tr)
- 2007 : Fedai (tr) (série télévisée, 6 épisodes)
- 2012 : İkizler Firarda
- 2018 : Jet Sosyete (tr) (apparition dans un épisode de la série télévisée)